# Castanet, Aveyron

Castanet este o comună în departamentul Aveyron din sudul Franței. În 1 ianuarie 2022 avea o populație de 525 de locuitori.